# レフ・オボーリン
レフ・ニコラーエヴィチ・オボーリン（ロシア語: Лев Николаевич Оборин, ラテン文字転写: Lev Nikolayevich Oborin、1907年11月11日 モスクワ - 1974年1月5日）はソビエト連邦のピアニストである。教育者としても著名な存在であり、ウラディーミル・アシュケナージなど多くの優秀な弟子を世に送り出した。

## 経歴
1907年、ロシア帝国・モスクワ生まれ。モスクワのグネーシン音楽学校で学び、ミハイル・グネーシンの姉でフェルッチョ・ブゾーニの高弟であったエレーナ・グネーシナにピアノを、アレクサンドル・グレチャニノフに作曲を師事。学校ではかなりの優等生であった。

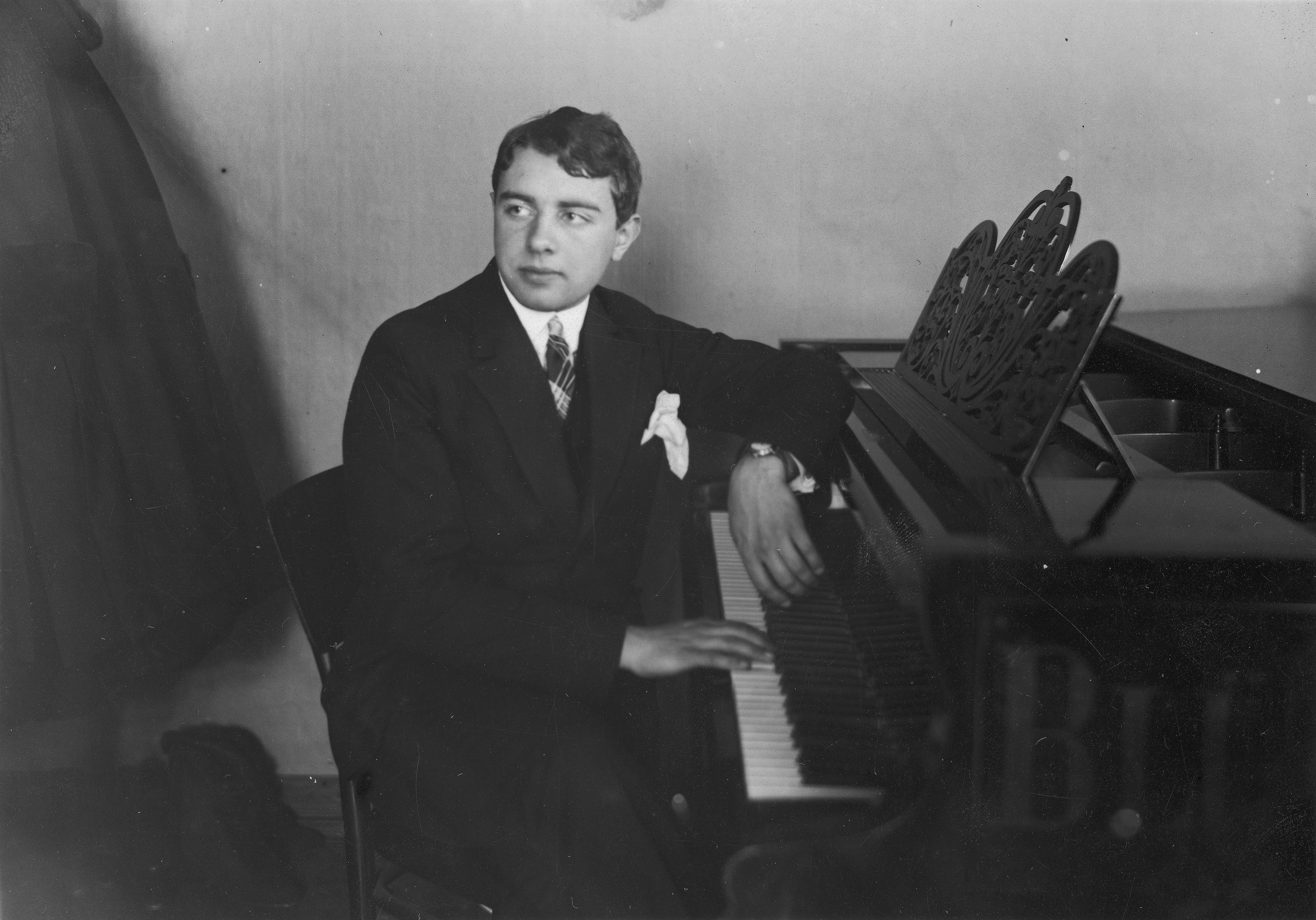
ショパン・コンクール出場時(1927年)

1921年にモスクワ音楽院に入学を許された。ピアノ科と作曲科に籍を置き、コンスタンチン・イグームノフの薫陶を受けた。1926年にピアノ科を修了。1927年に第1回ショパン国際ピアノコンクールが開催されることになると、イグームノフの推挙でワルシャワに赴き、第1位を獲得して優勝した。その後ポーランドとドイツで演奏旅行を行った。1945年までロシア国内で積極的な演奏活動を行った。教育者としては、1948年より母校モスクワ音楽院で教鞭を執った。主要な門人にウラディーミル・アシュケナージ、エカチェリーナ・ノヴィツカヤ、ディミトリー・サハロフ、アレクサンドル・バフチエフ、ミハイル・ヴォスクレセンスキー、アンドレイ・エゴロフ、ペーター・レーゼル、野島稔などがいる。
盟友ダヴィッド・オイストラフとは1935年に初めて演奏会で共演し、その後も終生さまざまなかたちで協力関係を保った。なかでもオイストラフと組んでフィリップスに録音したベートーヴェンのヴァイオリンソナタの演奏は歴史的名盤に数えられている。1941年にオイストラフのヴァイオリンとスヴャトスラフ・クヌシェヴィツキーのチェロとによってオイストラフ三重奏団を結成し、国際的な名声を得たものの、クヌシェヴィツキーが1963年に他界したため解散を余儀なくされた。
ミャスコフスキーやプロコフィエフ、ハチャトゥリアン、シェバリーン、ショスタコーヴィチなど、同時代の作曲家の作品のいくつかを初演している。
第4回および第5回ショパン国際ピアノコンクールとリーズ国際ピアノコンクールで審査員を務めたほか、モスクワ、リスボン、パリ、ツヴィッカウのコンクールでも審査員に名を連ねた。